# The Polite Force
The Polite Force – drugi album studyjny brytyjskiego zespołu rocka progresywnego i sceny Canterbury Egg z 1971 roku.

## Lista utworów

### Wydanie oryginalne (Deram SML 1074, 1971)[1][2][5][6]
Wszystkie utwory zostały skomponowane przez Monta Campbella z wyjątkiem:
Strona A
| Nr | Tytuł utworu                  | Muzyka                      | Długość |
| -- | ----------------------------- | --------------------------- | ------- |
| 1. | „A Visit to Newport Hospital” | Mont Campbell, Dave Stewart | 8:28    |
| 2. | „Contrasong”                  |                             | 4:25    |
| 3. | „Boilk”                       | Stewart                     | 9:22    |
|    |                               |                             | 22:15   |

Strona B
| Nr | Tytuł utworu                                                                                    | Długość |
| -- | ----------------------------------------------------------------------------------------------- | ------- |
| 1. | „Long Piece No. 3” - „Part 1” –– 5:08 - „Part 2” –– 7:38 - „Part 3” –– 5:03 - „Part 4” –– 2:51” | 20:40   |
|    |                                                                                                 | 20:40   |

## Twórcy
- Dave Stewart - organy Hammonda, fortepian, generator dźwięku, orkiestracja
- Mont Campbell - gitara basowa, śpiew (1, 2), fortepian i organy w "Long Piece No. 3 - Part 1", waltornia w "Long Piece No. 3 - Part 2"
- Clive Brooks - perkusja
- Neil Slaven - produkcja